# سيمون كاتس
سيمون كاتس (بالإنجليزية: Simon Katz)‏ هو عازف قيثارة وموسيقي بريطاني، ولد في 16 مايو 1971 في نوتنغهام في المملكة المتحدة.

## وصلات خارجية
- الموقع الرسمي
- سيمون كاتس على موقع IMDb (الإنجليزية)
- سيمون كاتس على موقع ميوزك برينز (الإنجليزية)
- سيمون كاتس على موقع أول ميوزيك (الإنجليزية)
- سيمون كاتس على موقع ديسكوغز (الإنجليزية)